# Tietiej Alibiekowa
Tietiej Alibiekowna Alibiekowa (ros. Тетей Алибековна Алибекова; ur. 5 października 1971) – radziecka i rosyjska zapaśniczka walcząca w stylu wolnym. Srebrna medalistka mistrzostw świata w 1992 i brązowa 1993. Mistrzyni Europy w 1993. Mistrzyni ZSRR w 1991 roku.